# Liga de Béisbol Profesional de la República Dominicana 2018-19
La temporada 2018-2019 de la Liga de Béisbol Profesional de la República Dominicana fue la 65.ª edición de este campeonato. La temporada regular comenzó el 13 de octubre de 2018 y finalizó el 17 de diciembre de 2018. El Todos contra Todos o Round Robin inició el 20 de diciembre de 2018 y finalizó el 14 de enero de 2019 con un juego extra de desempate el 15 de enero entre los Toros del Este y los Leones del Escogido. La Serie Final se llevó a cabo, iniciando el 17 de enero y concluyendo el 23 de enero de 2019, cuando las Estrellas Orientales se coronaron campeones de la liga sobre los Toros del Este por primera vez en 51 años.
La temporada fue dedicada al recién electo inmortal del Salón de la Fama del Béisbol, Vladimir Guerrero.